# Alchemilla leiophylla
Alchemilla leiophylla é uma espécie de rosácea do gênero Alchemilla, pertencente à família Rosaceae.